# Enjoy Your Slay
Enjoy Your Slay è un singolo del gruppo musicale statunitense Ice Nine Kills, pubblicato il 26 maggio 2017.

## Descrizione
Il brano è basato sul romanzo Shining di Stephen King, e vede la partecipazione del nipote di Stanley Kubrick, Sam Kubrick, chitarrista del gruppo metalcore britannico Shields.
La canzone è nata da un sondaggio fatto dalla band, che ha chiesto ai fan da quale romanzo, tra Shining o Psycho, avrebbero dovuto trarre ispirazione per un prossimo brano. Enjoy Your Slay è stato pubblicato tre giorni dopo il trentesimo anniversario dell'adattamento cinematografico e nel quarantesimo anno del romanzo originale.
In un'intervista al cantante Spencer Charnas, questi ha rivelato che lui e il resto del gruppo sono diventati amici di Sam e della sua band, Shields. Ha detto: "Siamo diventati grandi amici con la sua band Shields, la cui abilità tecnica e il modo di scrivere dinamico ci hanno sconvolto, sapevamo che l'inclusione di Sam nella canzone avrebbe fornito un forte legame con l'eredità della storia".
Charnas ha continuato: "Essendo grandi fan non solo del romanzo, ma anche del brillante adattamento di Stanley Kubrick, sapevamo che per far funzionare la canzone avremmo avuto bisogno di catturare l'inquietante isolamento e di tramutare scene di orrore trovate nel libro e nel film."